# المنفذون
المنفذون هو فيلم عراقي تراجيدي، أنتج في عام 1987.

## قصة الفيلم
الفيلم أثناء الحرب العراقية الإيرانية يحكي عن هجوم إيراني مرتقب على القطاع الأوسط فتقوم فرقة قوات خاصة عراقية بمحاولة ضرب العدو، وتجري مواجهات إلى أن تستطيع طائرة عراقية قصف ثكنات العدو ليتمكن بعض الجنود من النجاة.

## طاقم العمل
- ريكاردوس يوسف
- عبد الجبار كاظم
- محسن العلي
- عدنان أصغر
- ماجد كاظم
- علاء مكي
- فلاح عبود
- صاحب نعمة
- خالد عطية
- محمد سيف
- ريسان رشيد
- كاميران رؤوف